# South East Asian Journal of Mathematics and Mathematical Sciences
South East Asian Journal of Mathematics and Mathematical Sciences ist eine seit 2002 in englischer Sprache erscheinende mathematische Fachzeitschrift, die vom Verlag Sunshine Publication in Gorakhpur, Uttar Pradesh herausgegeben wird. Sie veröffentlicht Forschungsarbeiten aus allen Gebieten der Mathematik und der mathematischen Wissenschaften.